# Fabrice Riceputi
Ne doit pas être confondu avec Filippo Riceputi.
Fabrice Riceputi (né le 3 décembre 1958 à Montbéliard) est un enseignant et historien français, spécialiste des questions coloniales et postcoloniales en France.

## Biographie
Né le 3 décembre 1958 et originaire du Pays de Montbéliard, Fabrice Riceputi fut un élève de Pierre Vidal-Naquet. Devenu professeur d'histoire-géographie dans le secondaire à Besançon-Palente,, ce fut aussi un syndicaliste de Solidaires et une figure des mouvements sociaux de la région,. Associé à l'IHTP, il traite particulièrement du système répressif colonial en Algérie et de sa place mémorielle en France,,,,,. Fabrice Riceputi anime par ailleurs le projet 1000autres.org avec Malika Rahal, ainsi que le site histoirecoloniale.net. Il est également l'auteur de plusieurs publications, dont la plus retentissante est « Ici on noya les Algériens - la bataille de Jean-Luc Einaudi »,,,,,.

## Publications
- La bataille d'Einaudi : comment la mémoire du 17 octobre 1961 revint à la République, préface de Gilles Manceron, Neuvy-en-Champagne, Éditions le Passager clandestin, 2015
- Ici on noya les Algériens : la bataille de Jean-Luc Einaudi pour la reconnaissance du massacre policier et raciste du 17 octobre 1961, préface de Gilles Manceron, précédé de Une passion décoloniale, par Edwy Plenel, le passager clandestin, 2021
- Le Pen et la torture : Alger, 1957, l'histoire contre l'oubli, le passager clandestin, 2024[15],[16]